# Honda Super Cub-serie
De Honda Super Cub-serie is een serie lichte motorfietsen die door Honda vanaf 1958 onafgebroken wordt geproduceerd. De Honda Super Cub is de meest verkochte motorfiets ter wereld. In 2014 waren er 87 miljoen exemplaren van geproduceerd.

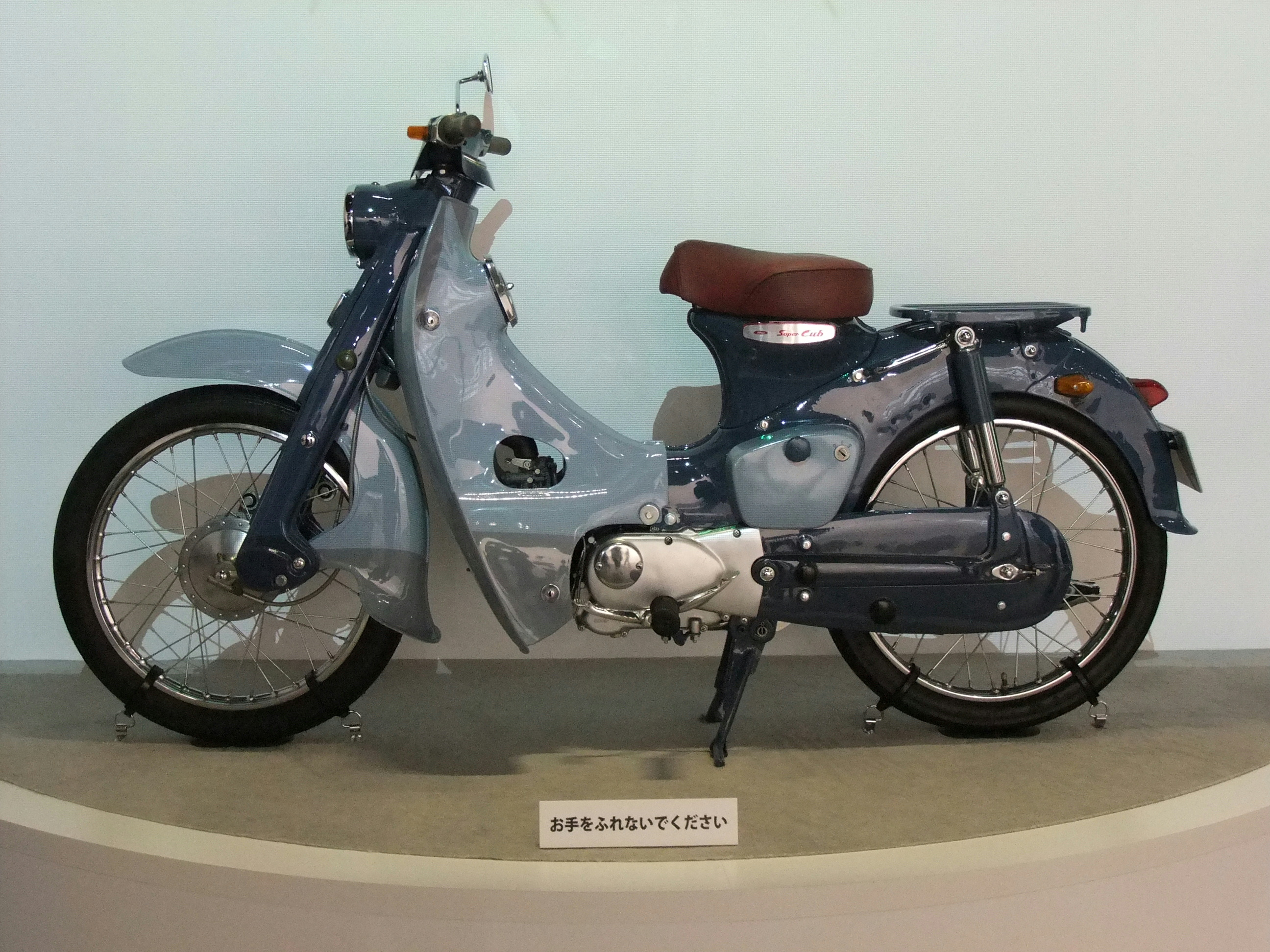
Honda Super Cub van de eerste generatie, uit 1958

## Voorgeschiedenis
Honda was in 1946 ontstaan als producent van 50cc-clip-on motoren om als hulpmotor voor fietsen te dienen. Na het Model A (1947-1949) kwam het Model C met een 96cc-tweetaktmotortje en al een eigen frame en een geveerde voorvork. In 1952 kwam er een nieuw clip-on motortje, de Honda Cub F, die aanvankelijk een succes werd, tot in 1954 de interesse van de Japanse klanten zich meer ging richten op lichte motorfietsen en wat men in Duitsland "Mopeds" noemde.

## Studiereis naar Europa

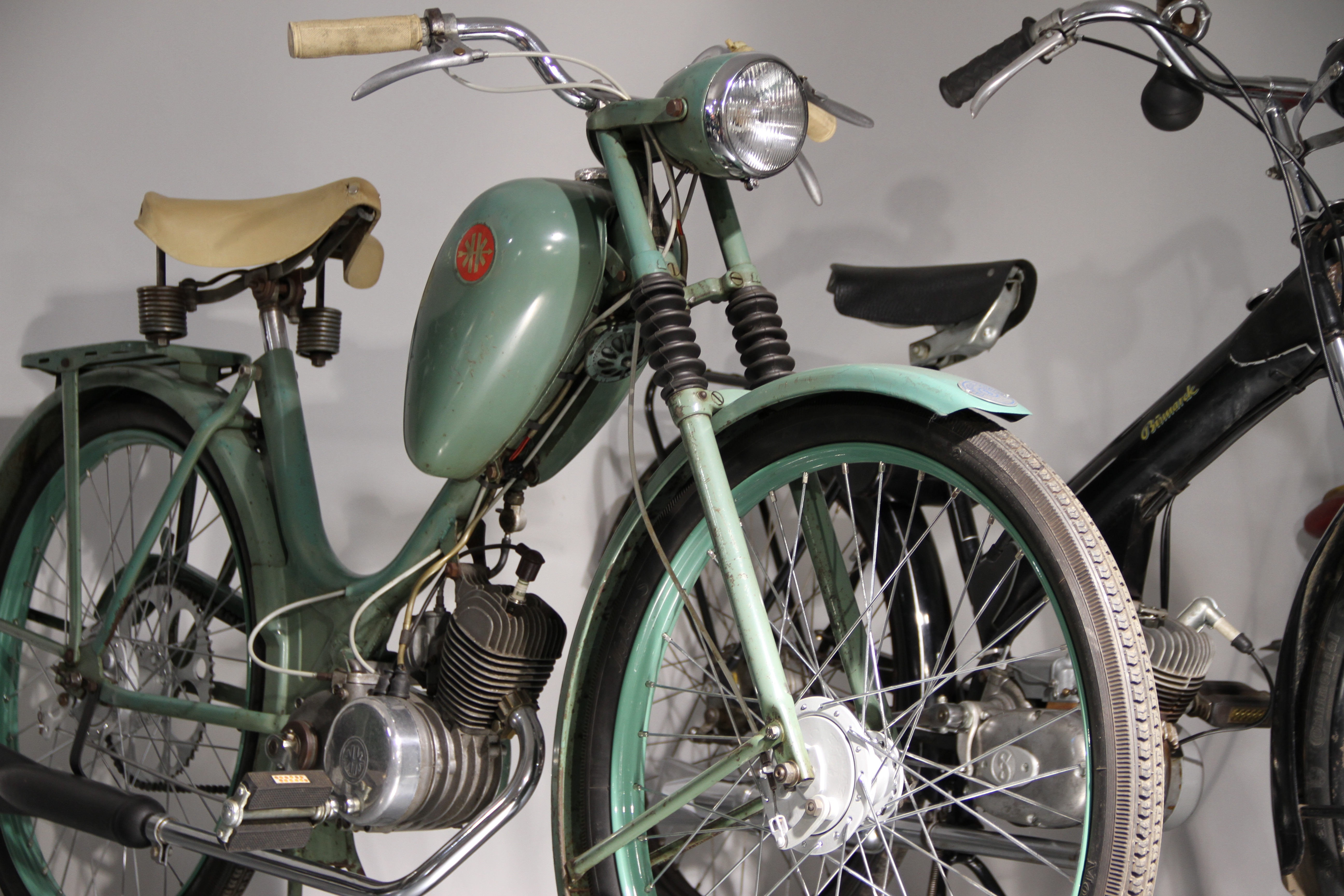
Soichiro Honda en Takeo Fujisawa brachten onder meer een Kreidler K 50…

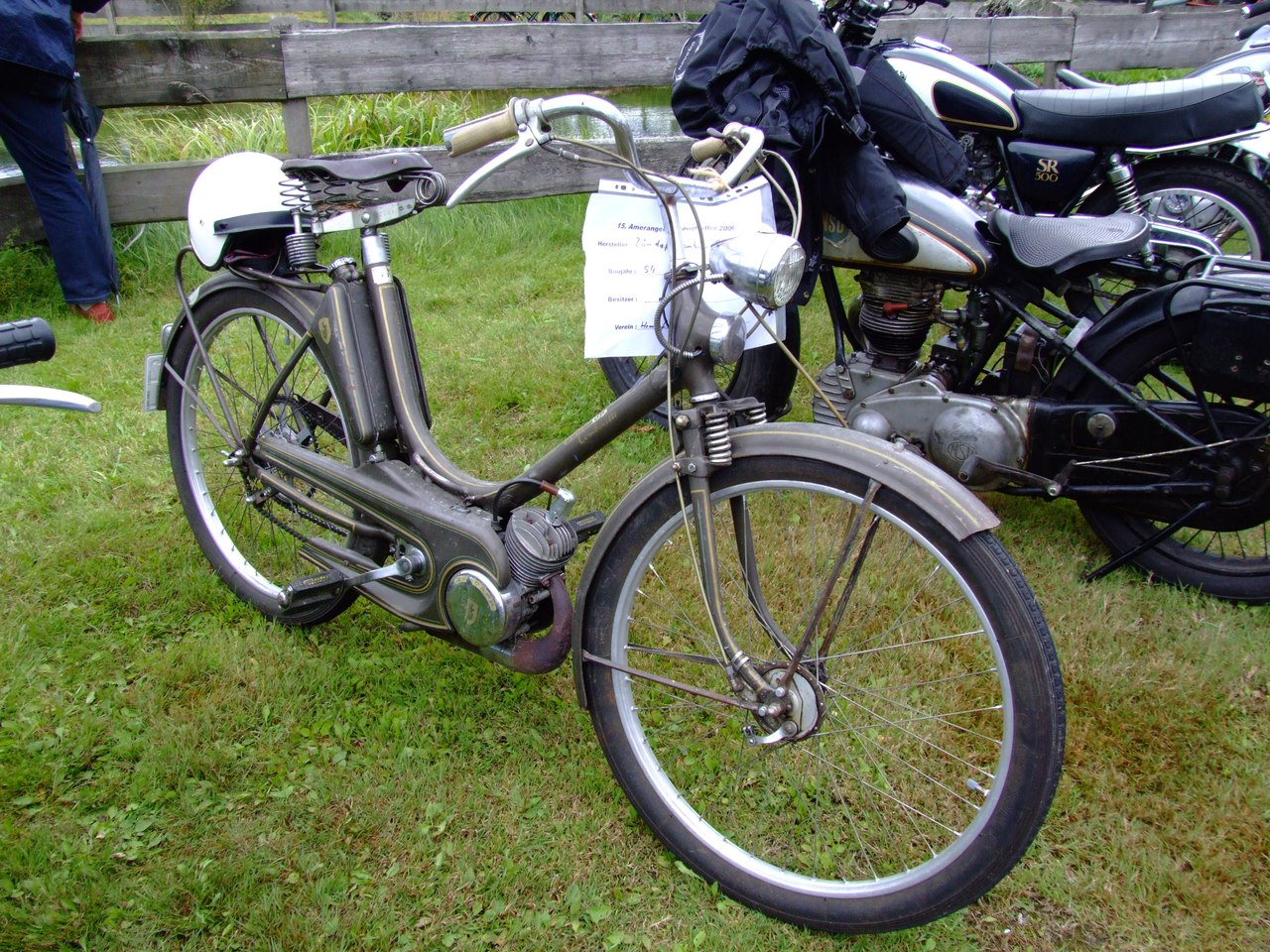
…een Zündapp Combinette…

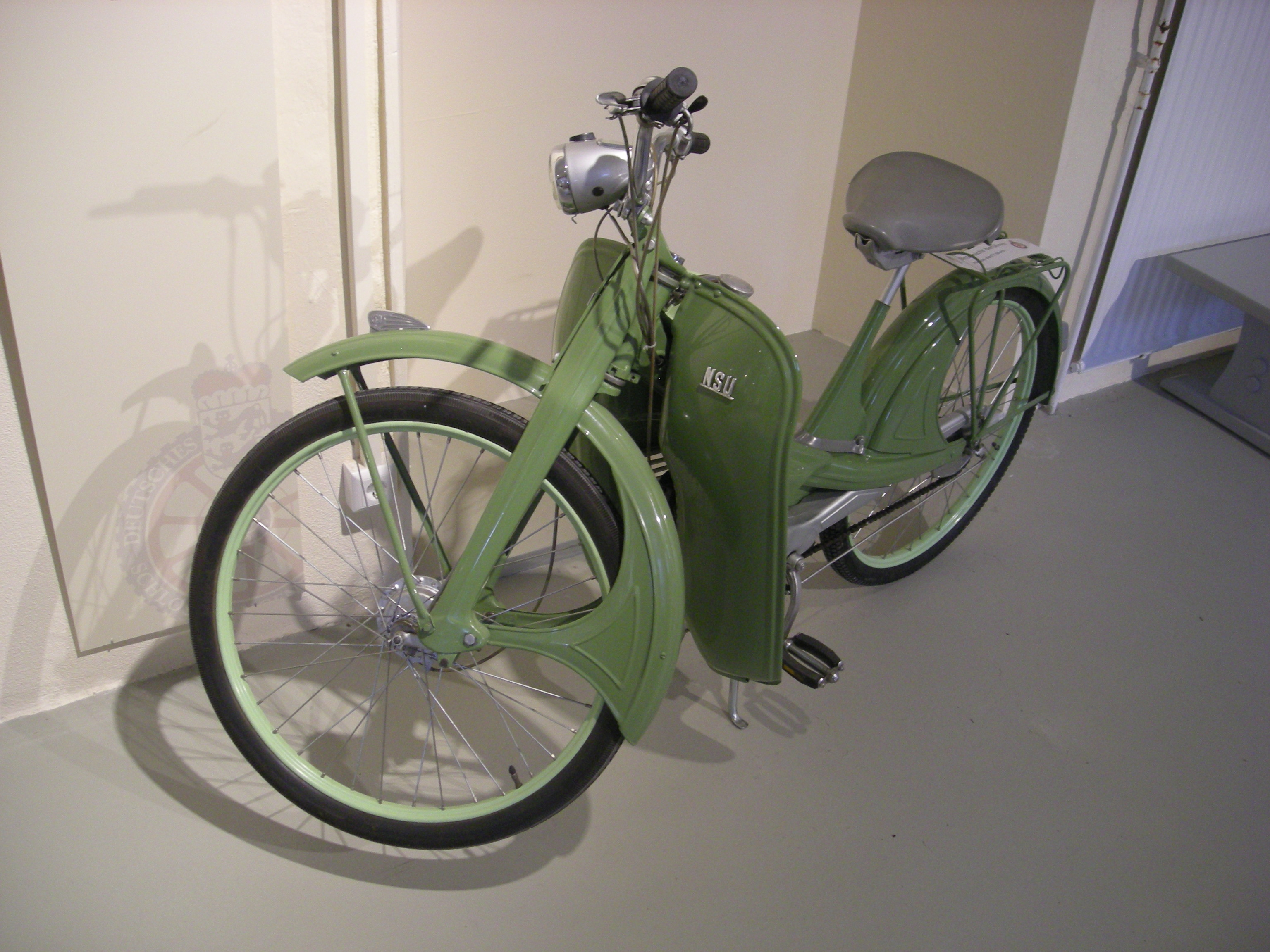
…en een NSU Quickly mee naar Japan

In 1956 reisde directeur Soichiro Honda samen met verkoopmanager Takeo Fujisawa naar Europa. De Honda Cub F was uit productie gegaan, maar ze waren geïnteresseerd in de opkomende markt voor bromfietsen die de gemotoriseerde fietsen vervingen. Toen ze in Japan terugkeerden brachten ze vijf Europese bromfietsen mee, waaronder een NSU Quickly, een Zündapp Combinette, een Kreidler K 50 en een Puch. Yoshiro Harada was toen al bezig met het ontwikkelen van een plaatframe, naar tekeningen die Honda zelf al voor zijn vertrek had gemaakt, maar die voortdurend bijgewerkt werden.

## Operation Super M
Omdat de nieuwe motorfiets van Honda nog geen modelnaam had, kreeg het ontwikkelingstraject de naam "Operation Super M".

### Verantwoordelijken

##### Takeo Fujisawa
Takeo Fujisawa was het financiële genie van Honda en hij was ook de drijvende kracht achter de Honda Super Cub. In Europa zag hij dat jonge mensen een fiets met hulpmotor reden, daarna een scooter, daarna een dwergauto en uiteindelijk een kleine auto. Een motorfiets paste daar niet meer tussen. Dat was voor de Tweede Wereldoorlog het vervoer van minder kapitaalkrachtigen geweest, maar kleine auto's als de Volkswagen Kever, de Morris Minor en de Fiat Topolino hadden die positie overgenomen. Hij had een vrij duidelijk beeld voor ogen: een lichte motorfiets waarvan alle onderdelen zoals de motor, kabels en stangen, verborgen waren achter een overkapping, die bruikbaar was voor woon-werkverkeer maar ook voor bezorgingen in ontwikkelde en ontwikkelingslanden. Scooters vond hij niet geschikt, enerzijds omdat ze door hun kleine 10 inch wielen niet geschikt waren voor de onverharde wegen in Japan en in ontwikkelingslanden, anderzijds omdat ze in ontwikkelingslanden moeilijk te onderhouden waren. Zo zei hij tegen Soichiro Honda: "Iemand moet een motorfiets kunnen kopen waarvan degene die naast hem slaapt zegt: koop hem maar". Hij doelde daarmee op de echtgenotes. Het moest een veilige, vriendelijk ogende motorfiets worden. Ook zei hij: "Ik weet niet hoeveel noedelrestaurants er in Japan zijn, maar elk restaurant moet onze bezorgmotorfiets willen hebben zodra ze hem zien". Deze motorfiets moest in enorme aantallen te produceren zijn, want Fujisawasa dacht er per maand 30.000 van te verkopen, terwijl de hele Japanse motorfietsindustrie samen slechts 60.000 motorfietsen per maand produceerde. Verder gaf hij Honda alvast een richtprijs voor de verkoop: 55.000 yen, iets goedkoper dan een zwart-wittelevisie. Toen de Super Cub zijn voltooiing naderde verzamelde hij een "denktank" van jonge mensen om zich heen. Daaronder waren muzikanten, beurshandelaren en advertentieontwerpers, zoals Tsugio Ogata. 's Avonds ging hij met hen drinken en overleggen. Na enkele minder geslaagde pogingen van Fujisawa zelf gaf hij Ogata de opdracht een aantal advertenties te maken. Nog voordat de Honda Super Cub werkelijk bij de dealers stond was het al een succes. Dealers schreven massaal in en er kwamen zelfs mensen aan de fabriekspoorten om een Super Cub te kopen.

##### Soichiro Honda
Soichiro Honda maakte zich in deze periode vooral druk om de mogelijkheden om zo snel mogelijk een raceteam naar de TT van Man te krijgen. Dat karwei had hij in handen gegeven van zijn topconstructeur Kiyoshi Kawashima. Toch hield hij zich bepaald niet afzijdig bij de ontwikkeling van de Honda Super Cub. Hij deelde het enthousiasme van Takeo Fujisawa, die hem door de lage verkoopprijs van de Super Cub wel beperkte in zijn mogelijkheden. Honda moest al zijn teams voortdurend aanmoedigen om Fujisawa te laten zien dat ze het konden. Hij keek mee met de ontwerpers en de ontwikkeling van de motor en bepaalde ook een aantal technische aspecten. Hij had al een hekel aan tweetaktmotoren, die nog was versterkt door het snerpende geluid van de bromfietsen waarmee de kranten bij de Europese hotels werden bezorgd. Hij wilde een viertaktmotor, een uniek concept dat nog niemand voor een 50cc-blokje gebruikte. Met de "bezorgbromfiets" in gedachten bepaalde hij ook dat er een automatische koppeling moest worden toegepast, zodat bezorgers altijd een hand vrij hadden om een doos noedels vast te houden. Ook bouwde hij in Suzuka een nieuwe fabriek naar voorbeeld van de Volkswagenfabriek in Wolfsburg om de massaproductie mogelijk te maken. Deze fabriek moest de door Fujisawa beloofde 30.000 exemplaren per maand kunnen bouwen, maar in twee ploegen zelfs 50.000 Super Cubs. Vanzelfsprekend gaf Honda leiding aan alle teams, zoals de framebouwers, de ontwerpers, de motor- en aandrijvingontwikkelaars en de "Chemical Division", die met het nieuwe polyethyleen moest leren werken.
Voor de export waren alle Japanse merken afhankelijk van gespecialiseerde handelsmaatschappijen, maar Honda hechtte al vanaf de oprichting belang aan de kortst mogelijke banden met de klanten en daarom stuurde hij in juni 1959 Kihachiro Kawashima naar de Verenigde Staten om op West Pico Boulevard in Los Angeles de American Honda Motor Company op te richten. In 1961 werd een dealernetwerk in Duitsland opgezet, in 1962 in Nederland, België en het Verenigd Koninkrijk en in 1964 in Frankrijk.

##### Daiji Hoshino (motor)
Daiji Hoshino had de eerste Honda-viertaktmotor ontwikkeld voor het Dream Model E, maar was ervan overtuigd dat hij voor een bromfiets een tweetaktmotor zou moeten maken. Hij was dan ook verbaasd toen Soichiro hem de opdracht voor een viertakt gaf. Begin 1957 begon Hoshino met de ontwikkeling, waarbij hij enkele problemen tegenkwam. Omdat de machine een lage instap moest krijgen en het frame dus laag zou worden, moest de cilinder vrijwel horizontaal liggen en dat gaf koelproblemen. Om voldoende vermogen te verkrijgen moesten de kleppen eigenlijk te groot worden voor de verbrandingsruimte. Er was geen plaats meer voor de gangbare 12mm-bougie. NGK was echter bereid speciale 10mm-bougies voor de Super Cub te ontwikkelen. Zo kon Hoshino de kleppen groter maken en leverde het blokje 4,3 pk, ongeveer twee keer zoveel als de concurrentie en bijna evenveel als het Honda Dream Model E dat bijna 146 cc mat. Bovendien was het brandstofverbruik lager dan bij een tweetaktmotor.

##### Yoshiro Harada (frame)
In februari 1957 begon Yoshiro Harada met de ontwikkeling van het bijzondere rijwielgedeelte. Hoewel het geen damesmodel zou betreffen, wilde Soichiro Honda wel een gebruiksvriendelijke motorfiets met een doorstapframe. Ook moest het een plaatframe worden, want dat was goedkoper, lichter en het meest geschikt voor massaproductie. Ook Harada kwam problemen tegen. Om de motorfiets stabieler te maken en comfortabeler op de onverharde Japanse wegen, besloot hij de Super Cub 17 inch wielen te geven. Die bestonden nog niet en zowel de bandenfabrikant als de velgenleverancier protesteerden. Ze moesten voor één model van Honda speciale producten gaan ontwikkelen, maar uiteindelijk was de gezamenlijke overtuigingskracht van Soichiro Honda en Takeo Fujisawa genoeg om hen te overtuigen.

##### Jozabuo Kimura (design)
In april 1957 begon een jonge, nog niet eens afgestudeerde ontwerper, Jozabuo Kimura, aan de nog geheime "Operation Super M" te werken. Hij werkte op dat moment aan het ontwerp van de richtingaanwijzers van de Honda Benly, maar kreeg plotseling de opdracht om het hele ontwerp van de "Super M" te verzorgen. Dat was een enorme verantwoordelijkheid voor de jonge Kimura, want het hele bedrijf werkte intussen aan het project Super M, en hij kreeg als jongste ontwerper een belangrijke opdracht. Één belangrijk ontwerpelement kreeg hij van Soichiro Honda mee: het moest een "step through"-model worden, waar berijders (met name dames) gemakkelijk op konden stappen. Hij voorzag daarmee ook dat het niet mogelijk zou zijn een been over het zadel te slaan omdat achterop bagage zou zitten. Bij de Europese modellen kon dat niet door de plaatsing van de tank, maar Kimuro plaatste die onder het zadel. Het eerste kleimodel was nog niet naar de wens van Honda, maar het tweede wel. Honda zag het en zei: "Dit is geen motorfiets, maar het is ook geen scooter". Dat duidde op tevredenheid, want Honda was helemaal niet gecharmeerd van de scooters die hij in Europa had gezien. Honda liet meteen Takeo Fujisawa komen en hij legde hem zelf de voordelen van het model uit.

### Polyethyleen
Na het mislukte experiment met fiber reinforced plastic, dat de Honda Juno K-scooter te zwaar had gemaakt, zocht men een nieuwe kunststof voor de spatborden en beenschilden van de Super Cub. Die werd gevonden in het - toen nog nieuwe - polyethyleen, dat voor kleine zaken als plastic emmers werd gebruikt en nog nooit in de auto- of motorfietsindustrie was toegepast. Polyethyleen verving ook veel plaatstalen en aluminium delen, waardoor de Super Cub nog lichter werd. Bovendien was het goedkoop, waardoor de richtprijs van 55.000 yen gehaald kon worden. De opdracht voor de productie van de polyethyleenonderdelen ging aanvankelijk naar de Sekisui Chemical Co, maar die kon geen matrijzen maken die groot genoeg waren. Honda moest die dus zelf ontwikkelen, maar niet veel later kon de Chemical Division van Honda zelf al gereedschaps- en accubakjes en voorspatborden maken.

### Suzuka-fabriek
De fabriek in Suzuka was toen ze in 1960 klaar was de grootste motorfietsfabriek ter wereld. Hier konden 30.000 motorfietsen per maand gemaakt worden, in twee ploegen zelfs 50.000 per maand. In dat jaar maakte de directeur van de Britse BSA-groep, Edward Turner, een rondreis langs de fabrieken van Honda, Yamaha en Suzuki. Hij vond de grote Honda-fabriek in Suzuka een enorm risico, omdat de Amerikaanse markt verzadigd zou zijn. Honda kon nog niet profiteren van het schaalvoordeel omdat de fabriek pas op haar volledige capaciteit kon gaan draaien nadat het enorme wereldwijde dealernetwerk was gerealiseerd.

## Honda Super Cub

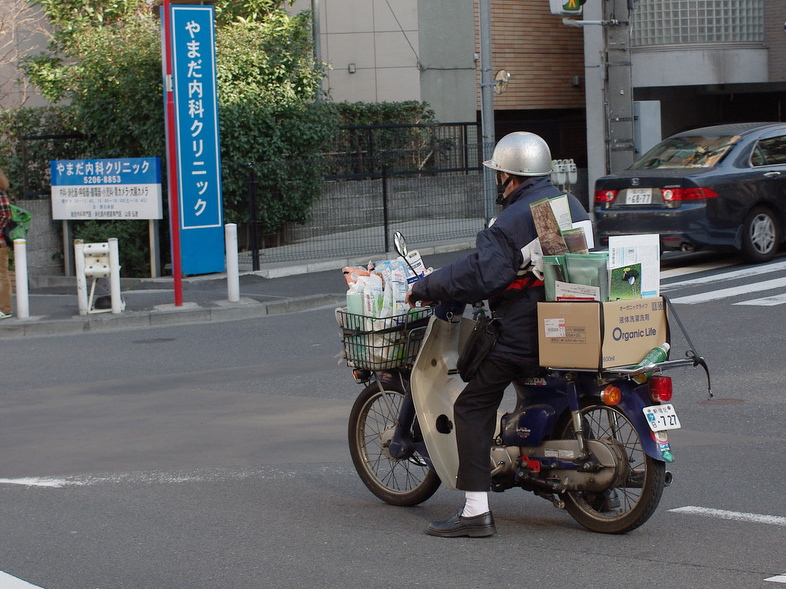
Daarom wilde Takeo Fujisawa een "doorstapframe". De bagage zou het onmogelijk maken het been over het zadel te slaan.

Al met al duurde de ontwikkeling van de eerste Super Cub voor Honda-begrippen vrij lang: een jaar en acht maanden. De Super Cub kwam in augustus 1958 op de markt. Over de door Takeo Fujisawa voorgestelde naam werd niet lang gediscussieerd: "Super" was in de jaren vijftig een modewoord dat voor veel productnamen werd gezet om de indruk van topkwaliteit te wekken. "Cub" verwees naar de eerdere Honda Cub F. Soichiro Honda was het er meteen mee eens en daarmee was de naam een feit.

### Techniek

#### Rijwielgedeelte
De Honda Super Cub kreeg een geperst stalen plaatframe, met een lage instap, waardoor de motor noodgedwongen met een liggende cilinder werd uitgevoerd. Door dit lage frame en de toepassing van beenschilden was de machine moeilijk te kwalificeren: het was geen echte motorfiets, maar ook geen scooter. Daarom werd hij soms "bromfiets" genoemd, maar ook "step-thru" of "scooterette". Dankzij de toepassing van de grote 17 inch wielen leek hij enigszins op de Moto Guzzi Galletto. Dankzij de beenschilden, die onder het stuur begonnen en doorliepen tot voor de voetsteunen en ook het hele motorblok bedekten was de berijder beschermd tegen de weersinvloeden en opspattend water en vuil. Soichiro Honda testte dit bij het eerste prototype persoonlijk uit door zoveel mogelijk door kuilen, gaten en plassen te rijden en te zien of zijn kleding vuil werd. De positie van het motorblok met geïntegreerde versnellingsbak was zoals bij een normale motorfiets, onder het frame en niet zoals bij een scooter verbonden met de achterste swingarm. Daardoor was het onafgeveerd gewicht lager en kon het motorblokje profiteren van rechtstreekse rijwindkoeling en werd het ook mogelijk de veel comfortabelere grote wielen te gebruiken. Doordat het motorblok centraal was gemonteerd was de gewichtsverdeling ook beter. De brandstoftank kon niet voor het zadel worden geplaatst, maar zat eronder. Het zadel moest worden opgeklapt om bij de vulhals te kunnen komen.

#### Motor

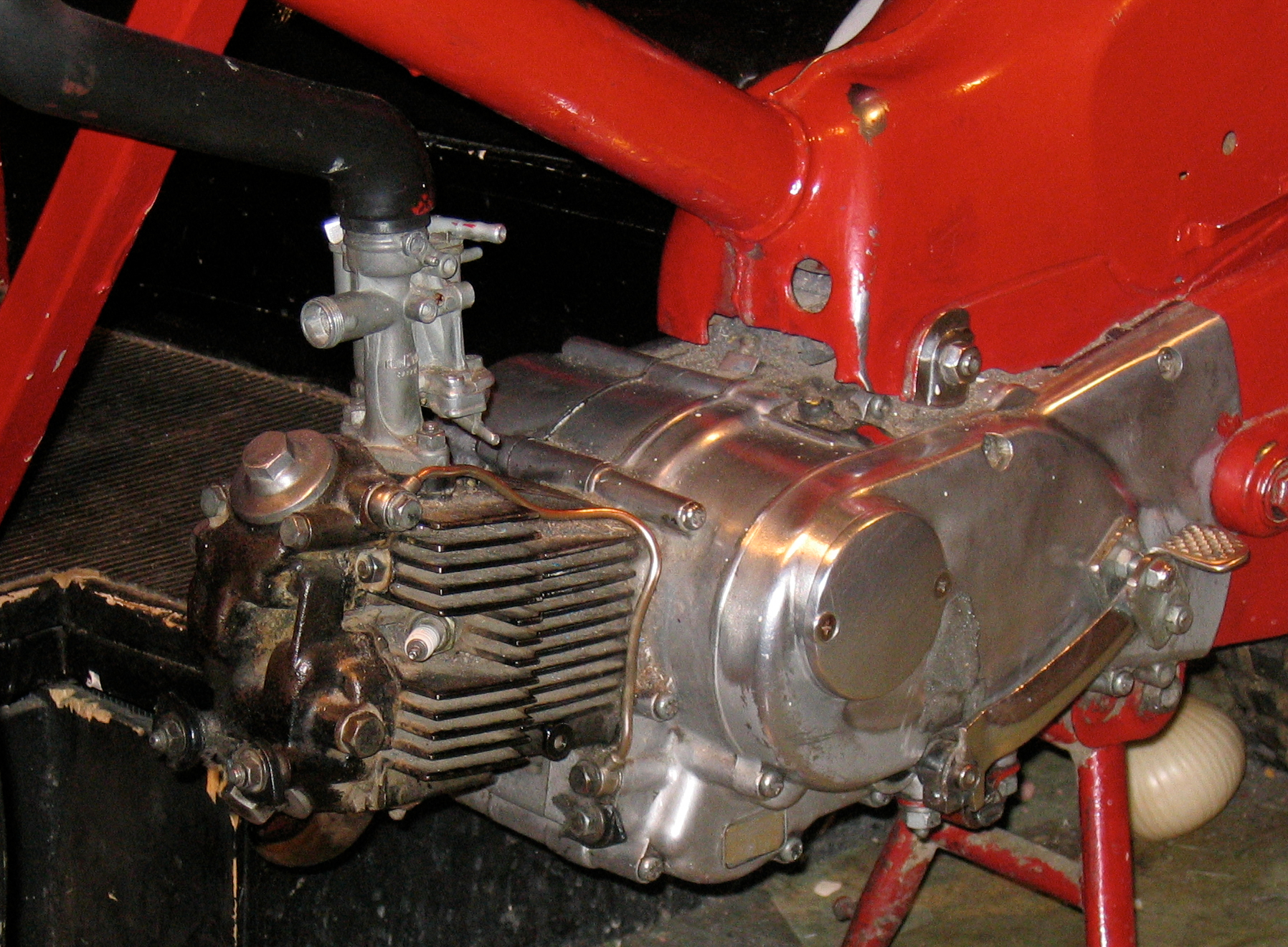
De oorspronkelijke stoterstangenmotor

De motor was een luchtgekoelde kopklepmotor met stoterstangen en een boring/slagverhouding van 40 x 39 mm. Daardoor bedroeg de cilinderinhoud exact 49 cc. Het maximale vermogen bedroeg 4½ pk (3,3 kW) bij 9.500 tpm. De lage compressieverhouding van 8,5:1 maakte het mogelijk om benzine met een laag octaangetal te kunnen gebruiken, maar ook om de machine gemakkelijk te kunnen aantrappen met de kickstarter. Dat bespaarde het gewicht en de kosten van een startmotor. In 1960 kreeg de Super Cub C 102 een startmotor, maar zelfs moderne modellen die in de jaren nul op de markt kwamen, zoals de Super Cub 50 en de Super Cub 110, die al waren uitgerust men brandstofinjectie, werden nog steeds zonder startmotor geleverd. De smering verliep via spatsmering met een zeef om de verontreinigingen op te vangen. De OHC-modellen vanaf 1966 hadden druksmering met een in de koppeling ingebouwd centrifugaalfilter.

#### Elektrische installatie
De eerste 50-, 65- en 70cc-modellen hadden nog een 6 volt ontstekingssysteem met een op het vliegwiel gemonteerde magneetontsteking. Er was toen nog 6 volt wisselstroomverlichting toegepast, maar de claxon en de richtingaanwijzers werden gevoed door de 6 volt accu. De latere 90cc-modellen hadden ook een 6 volt-installatie, maar hier werd de gelijkstroomverlichting ook door de accu gevoed. Vanaf 1982 kregen alle modellen een 12 volt-installatie met een elektronische CDI-ontsteking.

#### Aandrijving
De Super Cub kreeg een sequentiële drieversnellingsbak waarbij de koppeling niet bediend hoefde te worden. Er was een centrifugaalkoppeling aan boord met een aparte plaatkoppeling die ontkoppelde wanneer het schakelpedaal bediend werd. Door dit systeem konden ook beginners makkelijk leren rijden en in tegenstelling tot de meeste scooters met een automatische versnellingsbak kon de Super Cub ook aangeduwd worden.

#### Onderhoud
Het onderhoudsschema dat Honda voorstelde kon zonder al te veel moeite door de klant zelf uitgevoerd worden, maar in veel ontwikkelingslanden ontstonden werkplaatsjes die zich uitsluitend met het onderhoud aan Honda Super Cubs bezig konden houden, vanwege het grote aantal dat er verkocht werd.
- Dagelijks: controle van verlichting, claxon, bandenspanning, remmen, oliepeil.
- Wekelijks: controle van het niveau van het accuzuur.
- Inrijden: 800 mijl niet sneller dan 30 mijl per uur. Na 200 mijl kleppen en contactpunten afstellen, olie verversen.
- Elke 1.000 mijl: bougie reinigen en kettingspanning controleren.
- Elke 2.000 mijl: olie verversen, contactpunten controleren en kleppen stellen.
- Elke 5.000 mijl: grote beurt: Carburateur reinigen, ketting reinigen en smeren, uitlaat schoonmaken, wiellagers reinigen en smeren.

### Honda Super Cub-serie

#### Super Cub C 100 (Honda 50)
In 1958 kwam de Honda Super Cub C 100 op de Japanse markt, maar de verkoop verliep slecht door de economische recessie in Japan. Na drie maanden begonnen er klachten van klanten over slippende koppelingen binnen te komen en Honda-technici reisden door het hele land om bij de klanten persoonlijk de problemen te verhelpen. Toen de verkoop in de Verenigde Staten begon werd de naam daar veranderd in "Honda 50" omdat het merkrecht op naam stond van de Piper PA-18 Super Cub. Hetzelfde gebeurde in het Verenigd Koninkrijk waar het naamrecht op de Triumph Tiger Cub stond. De latere 70- en 90cc-modellen in de Verenigde Staten de namen Passport 70 en Passport 90. Het model bleef naast de andere 50cc-modellen C 102 en C 50 bestaan tot 1967.

#### Super Cub C 102
In 1960 verscheen de Super Cub C 102, identiek aan de C 100, maar uitgevoerd met een startmotor en accu-bobineontsteking.

#### Super Cub CM 90 (Honda 90)
De Super Cub CM 90 verscheen in 1965. De machine kreeg de 90cc-motor van de in 1963 gepresenteerde C 200, een sportmodel.

#### Super Cub C 65
De Super Cub C 65 kwam ook in 1965 op de markt, maar kreeg samen met het sportmodel S 65 een door een ketting aangedreven bovenliggende nokkenas en een aluminium cilinderkop.

#### Super Cub C 50

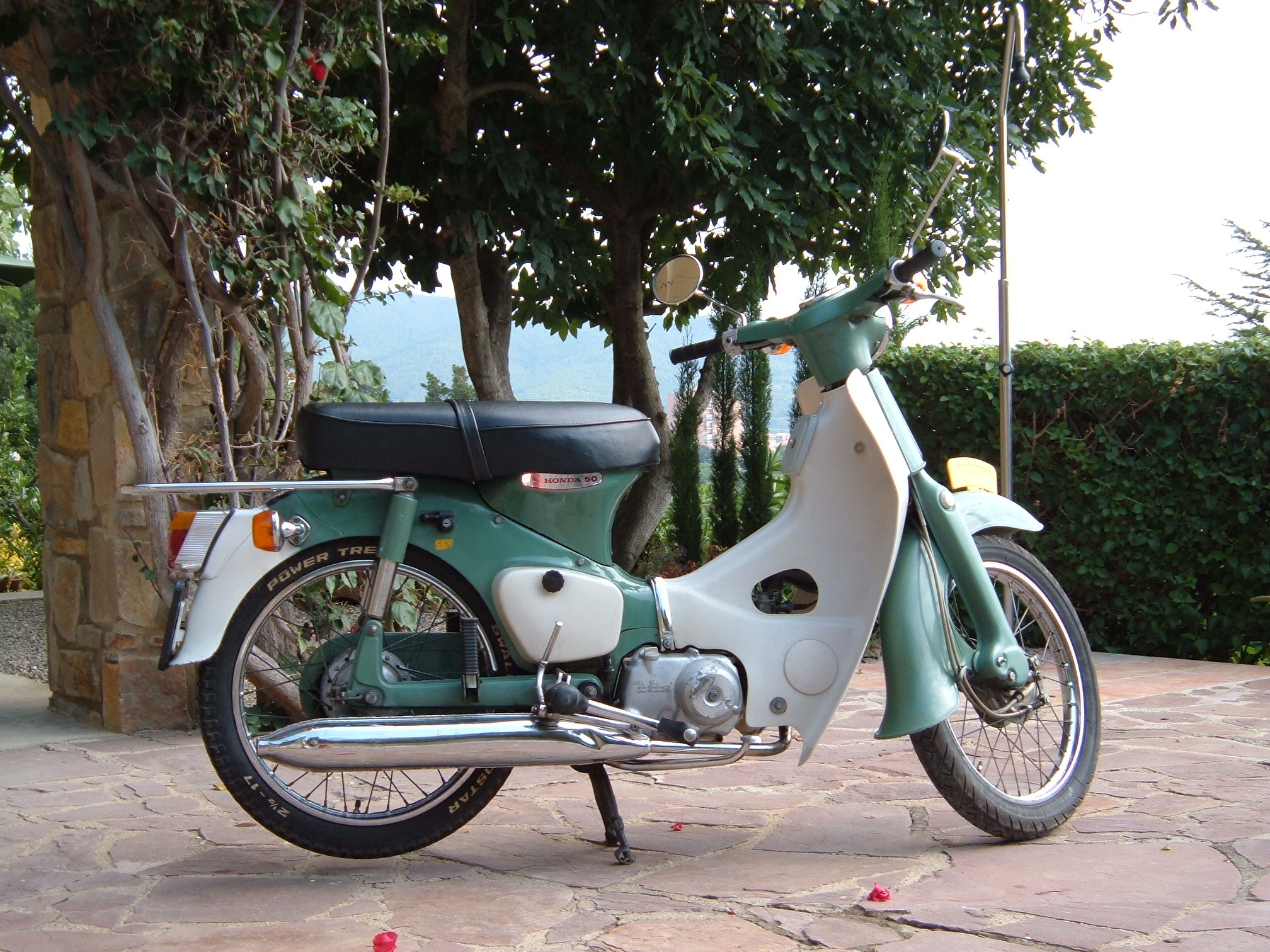
Super Cub C 50

In 1966 verscheen de Super Cub C 50, die tot halverwege de jaren tachtig in productie zou blijven en een van de meest verkochte versies van de Super Cub werd. Hij kreeg de aluminium cilinderkop van de CS 50 en de Super Cub C 65 en de boring/slagverhouding werd 39 x 41,4 mm. Het vermogen nam ten opzichte van de C 100/C 102 iets toe: van 4,5 naar 4,8 pk.

#### Super Cub CM 91 en Super Cub C 90 (Honda 90 en Honda 90 Passport)
In 1966 werd de 86,7cc-Super Cub CM 90 al vervangen door de iets grotere (89,5 cc) Super Cub CM 91 met bovenliggende nokkenas. Een jaar later werd ook deze machine alweer vervangen door de Super Cub C 90 met een gewijzigde voorvork en koplamp. Vanaf 1980 veranderde de naam in de Verenigde Staten in C 90 Passport.

#### Honda Super Cub C 70 (Honda 70 en Honda 70 Passport)

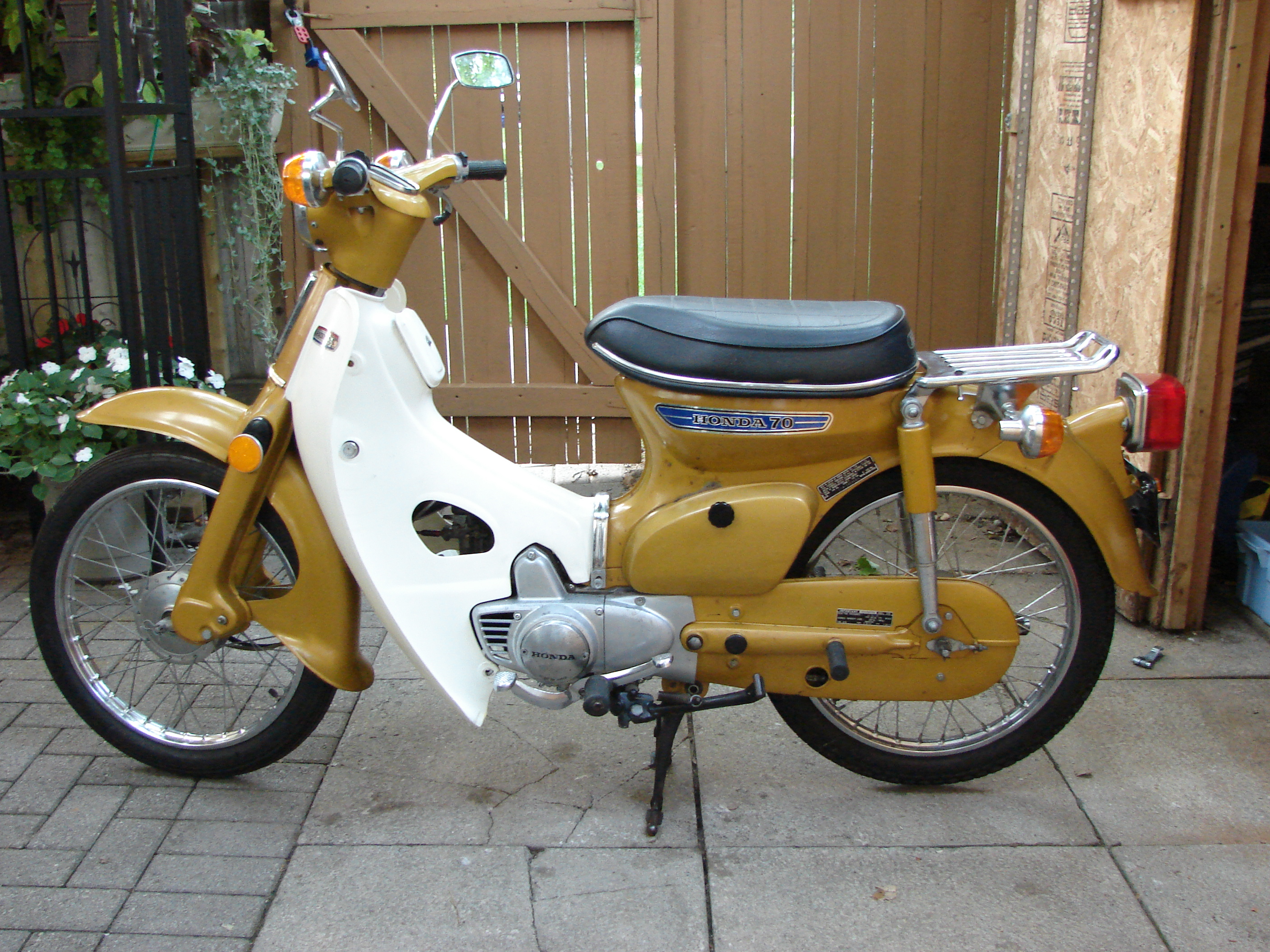
Super Cub C 70 uit 1972

In 1969 verscheen een 71,8cc-versie, de Super Cub C 70, die in de Verenigde Staten aanvankelijk Honda 70 heette, maar vanaf 1980 daar de naam C 70 Passport kreeg.
In 1984 voerde Honda een restylingprogramma door. Alle modellen werden leverbaar met vierkante koplampen en een plastic achterspatbord en een plastic afdekking over het stuur. In sommige landen, zoals het Verenigd Koninkrijk, kregen alle modellen deze nieuwe styling, maar in de meeste landen werd ze als optie leverbaar en bleven de bestaande uitvoeringen gehandhaafd.

#### Super Cub C 100 EX (Super Cub EX 5, Dream en EX 5 Dream)
In 1986 bracht Honda de HA05E-motor uit, een 100cc-model speciaal voor de Zuidoost-Aziatische markt, in het bijzonder Thailand, Maleisië en Vietnam. Dit model kreeg een telescoopvork en een vierversnellingsbak. In Thailand heette de machine Honda Dream, in Maleisië Honda EX 5, tot Honda in 2003 de gestandaardiseerde naam Honda EX 5 Dream invoerde. In 1988 ging Honda de in Thailand geproduceerde exemplaren naar Japan importeren onder de naam Super Cub C 100 EX. Uiteindelijk werd de machine ook in Japan geproduceerd en kreeg ze in 1993 een facelift, terwijl de Thaise versie haar oorspronkelijke uiterlijk nog steeds heeft. In 2011 werd het blok, dat nog een carburateur had, vervangen door blok van de Honda Dream 110i met brandstofinjectie.

#### Super Cub 50, Super Cub 110i en Dream 110i

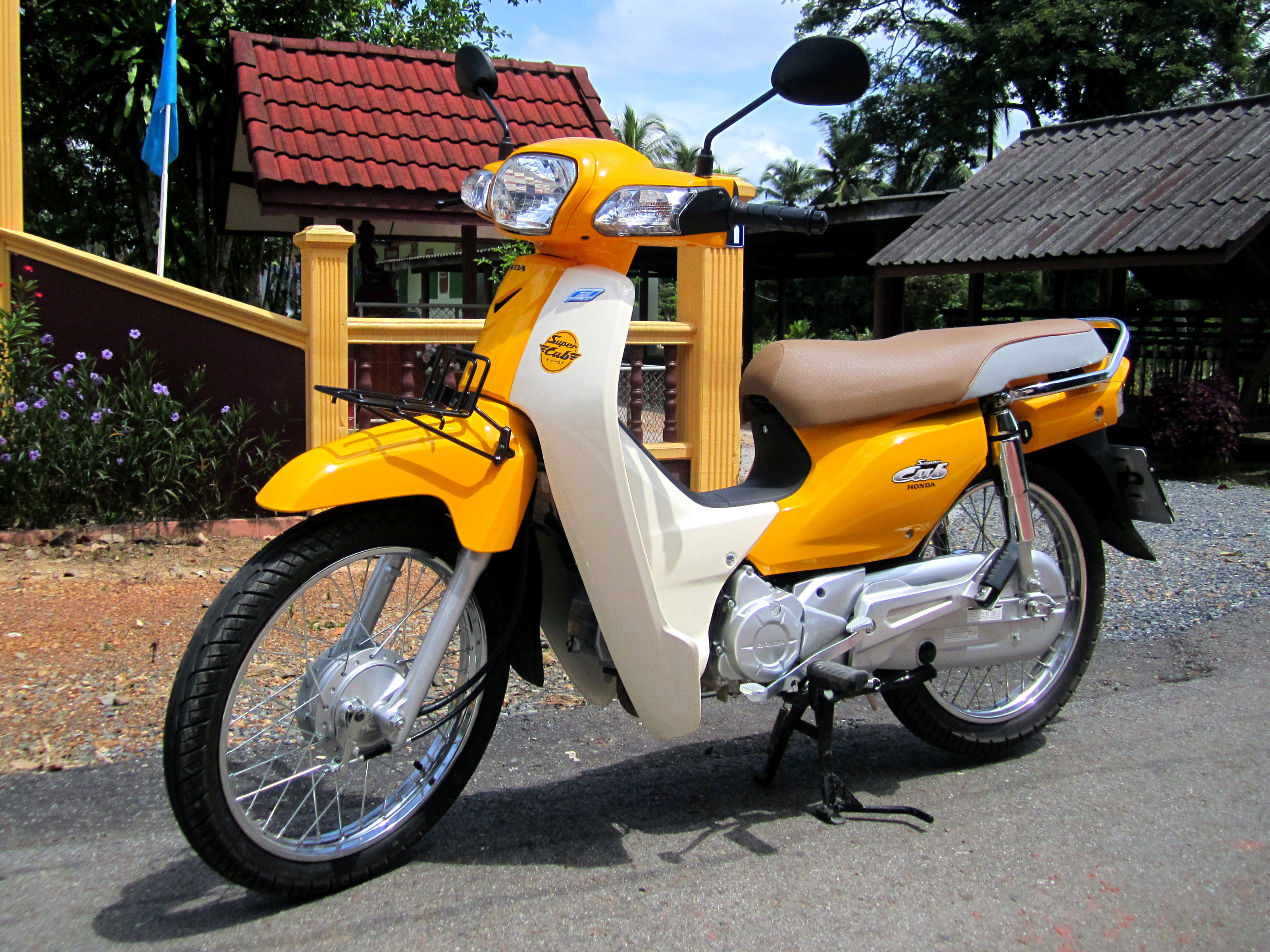
Honda Dream 110i uit 2014

In 2007 introduceerde Honda voor alle modellen voor de Japanse markt het PGM-FI brandstofinjectiesysteem om smogoverlast tegen te gaan. Het werd eerst op de 50cc-modellen toegepast, die de nieuwe naam Super Cub 50 kregen. In 2009 verscheen de 110cc-Super Cub 110i met brandstofinjectie en in 2011 veranderde die naam in "Dream 110i". Toen werd het blok ook in de Honda EX 5 Dream ingebouwd.

#### Super Cub 125
Naar aanleiding van het zestigjarige jubileum in 2018 van dit model motorfiets waarvan Honda er in totaal - alle modellen - 100 miljoen heeft geassembleerd (1958-2018) toont het een 125cc. model welke ook op de Europese markt wordt geïntroduceerd. De motor levert 7,1 kW (9,6 pk) bij 7500 tpm. M.b.t. tot de maximum continue snelheid heerst in Nederland nog onduidelijkheid. Honda Nederland levert deze informatie niet en gepubliceerde gebruikerservaring is er (nog) weinig, maar 80 km/u lijkt hanteerbaar als kruissnelheid. Het rijwielgedeelte is uitgevoerd met een ABS schijfrem in het voorwiel terwijl de conventionele trommelrem in het achterwiel behouden bleef. De traditionele gespaakte wielen hebben plaats gemaakt voor lichtmetalen velgen waardoor er tubeless banden toepasbaar zijn. Voor de Nederlandse markt heeft het de type-aanduiding: C125A. Rijklaar weegt de machine 109 kg. en is daarmee de eerste Super Cub met een gewicht van boven de 100 kg. Noviteit is de toepassing van smart lock / smart key elektronica die voorziet in - uiteraard - contactslotvergrendeling, maar ook stuurslot vergrendeling en verder een alarmsysteem dat indien geactiveerd gedurende een bepaalde tijd optische- en geluidsignalen geeft als de stilstaande motorfiets wordt bewogen.

## You meet the nicest people on a Honda
In juni 1963 startte een twaalf jaar durende reclamecampagne "You meet the nicest people on a Honda", ontwikkeld door Robert Emmenegger van Grey Advertising. In die tijd had de Amerikaanse motorscene een slechte reputatie, na de Hollister Bash van 1947 en de film The Wild One met Marlon Brando uit 1953. Amerikaanse motorrijders reden zware Harley-Davidsons of Indians of snelle Triumphs, BSA's of Nortons. Dat was geen publiek voor Honda, zeker niet voor de Super Cub, die in de eerste Amerikaanse jaren slechts mondjesmaat verkocht werd via sportartikelenwinkels en een heel beperkt dealernetwerk. De Honda-campagne richtte zich juist op mensen die helemaal niets met motorrijden hadden: ouders met kinderen, sporters, studenten, winkelende dames. De campagne benadrukte ook de reinheid van de machine. De ingesloten ketting waardoor er geen kettingvet kon rondspatten en de beenschilden waardoor de kleren van de rijder schoon bleven en er geen speciale motorkleding nodig was. De campagne werd een groot succes. Steeds meer dealers meldden zich aan en de verkoop steeg enorm. BSA-directeur Edward Turner verklaarde in december 1965 dat de Honda-campagne zelfs goed was voor BSA, omdat ze nieuwe motorrijders aantrok die later zouden overstappen op zwaardere motorfietsen. Hij wist toen nog niet dat zijn eigen merken BSA en Triumph binnen tien jaar door Honda en Kawasaki van de kaart zouden worden geveegd.

### The Hondells en The Beach Boys
In 1964 componeerden Brian Wilson en Mike Love het lied "Little Honda", waarin het plezier van het rijden op de "Honda 50" werd bezongen en waarin luisteraars zelfs werden opgeroepen naar hun plaatselijke Honda-dealer te gaan. Hoewel het de indruk wekte een reclame-jingle te zijn was dat niet zo. Het liedje werd aanvankelijk opgenomen door The Hondells, maar later ook door de Beach Boys. The Hondells brachten in 1965 wel een plaatje uit dat in de Honda-campagne werd gebruikt en dat was dan ook "You meet the nicest people on a Honda" getiteld, maar het was de B-kant van hun versie van Sea Cruise.

## Productielanden
De Honda Super Cub werd in 2016 geproduceerd:
In Japan (sinds 1958), in Thailand (sinds 1967), in Maleisië (sinds 1969) in Indonesië (sinds 1971), in de Filipijnen (sinds 1973), in Colombia (sinds 1981), in Nigeria (sinds 1981), in Mexico (sinds 1988), in Brazilië (sinds 1989), in Vietnam (sinds 1997), in China (sinds 2002), in Laos (sinds 2004), in Cambodja (sinds 2005), in Argentinië (sinds 2005), in Peru (sinds) 2007).
Voormalige productielanden:
Taiwan (sinds 1961), België (sinds 1963), Bangladesh (sinds 1966), Mauritius (sinds 1980), India (sinds 1985).

## Japanse fabrieken
In Japan werd de Super Cub geproduceerd:
In Yamato in 1958, in Hamamatsu in 1959, in Suzuka vanaf 1960, in Kumamoto vanaf 1991.

## Technische gegevens
| Honda Super Cub        | C 100                              | C 102                              | CM 90                              | C 65                               | C 50                               | CM 91                              | C 90                               | C 70                               | C 100 EX                              | 50                                 | 110i                               | Dream 110i                         |
| ---------------------- | ---------------------------------- | ---------------------------------- | ---------------------------------- | ---------------------------------- | ---------------------------------- | ---------------------------------- | ---------------------------------- | ---------------------------------- | ------------------------------------- | ---------------------------------- | ---------------------------------- | ---------------------------------- |
| Periode                | 1958-1967                          | 1960-1965                          | 1965                               | 1965-1980+                         | 1966-1980+                         | 1966                               | 1967-1980+                         | 1969-1980+                         | 1986-                                 | 2007-                              | 2009-                              | 2001-                              |
| Categorie              | Commuter bike                      | Commuter bike                      | Commuter bike                      | Commuter bike                      | Commuter bike                      | Commuter bike                      | Commuter bike                      | Commuter bike                      | Commuter bike                         | Commuter bike                      | Commuter bike                      | Commuter bike                      |
| Motortype              | OHV                                | OHV                                | OHV                                | OHC                                | OHC                                | OHC                                | OHC                                | OHC                                | OHC                                   | OHC                                | OHC                                | OHC                                |
| Bouwwijze              | Luchtgekoelde liggende eencilinder | Luchtgekoelde liggende eencilinder | Luchtgekoelde liggende eencilinder | Luchtgekoelde liggende eencilinder | Luchtgekoelde liggende eencilinder | Luchtgekoelde liggende eencilinder | Luchtgekoelde liggende eencilinder | Luchtgekoelde liggende eencilinder | Luchtgekoelde liggende eencilinder    | Luchtgekoelde liggende eencilinder | Luchtgekoelde liggende eencilinder | Luchtgekoelde liggende eencilinder |
| Boring                 | 40 mm                              | 40 mm                              | 49 mm                              | 44 mm                              | 39 mm                              | 50 mm                              | 50 mm                              | 47 mm                              | 50 mm                                 | 39 mm                              | 50 mm                              | 50 mm                              |
| Slag                   | 39 mm                              | 39 mm                              | 46 mm                              | 41,4 mm                            | 41,4 mm                            | 45,6 mm                            | 45,6 mm                            | 41,4 mm                            | 49,5 mm                               | 41,4 mm                            | 55,6 mm                            | 55,6 mm                            |
| Cilinderinhoud         | 49,0 cc                            | 49,0 cc                            | 86,7 cc                            | 62,9 cc                            | 49,5 cc                            | 89,5 cc                            | 89,5 cc                            | 71,8 cc                            | 97,2 cc                               | 49,5 cc                            | 109,2 cc                           | 109,2 cc                           |
| Brandstofsysteem       | Keihin carburateur                 | Keihin carburateur                 | Keihin carburateur                 | Keihin carburateur                 | Keihin carburateur                 | Keihin carburateur                 | Keihin carburateur                 | Keihin carburateur                 | Keihin carburateur vanaf 2011: PGM-FI | PGM-FI                             | PGM-FI                             | PGM-FI                             |
| Ontstekingssysteem     | 6V vliegwielmagneet                | 6V Accu/bobine                     | 6V Accu/bobine                     | 6V Vliegwielmagneet                | 6V Vliegwielmagneet                | 6V Vliegwielmagneet                | 6V Vliegwielmagneet                | 6V Vliegwielmagneet                | 12V CDI                               | 12V CDI                            | 12V CDI                            | 12V CDI                            |
| Smeersysteem           | Spatsmering                        | Spatsmering                        | Spatsmering                        | Spatsmering                        | Druksmering                        | Druksmering                        | Druksmering                        | Druksmering                        | Druksmering                           | Druksmering                        | Druksmering                        | Druksmering                        |
| Compressieverhouding   | 8,5:1                              | 8,5:1                              | 8:1                                | 8,8:1                              | 8,8:1                              | 8,2:1                              | 8,2:1                              | 8,8:1                              | 8,8:1 vanaf 2011: 9:1                 | 10:1                               | 9:1                                | 9:1                                |
| Max. Vermogen          | 4,5 pk (3,4 kW) bij 9.500 tpm      | 4,5 pk (3,4 kW) bij 9.500 tpm      | Onbekend                           | 5,5 pk (4,0 kW) bij 9.000 tpm      | 4,8 pk (3,5 kW) bij 10.000 tpm     | 7,5 pk (5,6 kW) bij 9.500 tpm      | 7,5 pk (5,6 kW) bij 9.500 tpm      | 6 pk (4,5 kW) bij 9.000 tpm        | 8 pk (5,9 kW) bij 8.000 tpm           | 3,4 pk (2,5 kW) bij 7.000 tpm      | 8 pk (6 kW) bij 7.500 tpm          | 8 pk (6 kW) bij 7.500 tpm          |
| Max. Koppel            | 3,2 Nm (0,33 kgm) bij 8.500 tpm    | 3,2 Nm (0,33 kgm) bij 8.500 tpm    | Onbekend                           | 4,5 Nm (0,46 kgm) bij 7.000 tpm    | 3,6 Nm (0,37 kgm) bij 8.200 tpm    | 6,6 Nm (0,67 kgm) bij 6.000 tpm    | 6,6 Nm (0,67 kgm) bij 6.000 tpm    | 5,2 Nm (0,53 kgm) bij 7.000 tpm    | 8,1 Nm (0,83 kgm) bij 6.000 tpm       | 3,8 Nm (0,39 kgm) bij 5.000 tpm    | 8,4 Nm (0,86 kgm) bij 5.500 tpm    | 8,4 Nm (0,86 kgm) bij 5.500 tpm    |
| Startsysteem           | Kickstarter                        | Startmotor                         | Kickstarter                        | Kickstarter                        | Kickstarter                        | Kickstarter                        | Kickstarter                        | Kickstarter                        | Startmotor                            | Kickstarter vanaf 2013 startmotor  | Startmotor                         | Startmotor                         |
| Topsnelheid            | 69 km/h                            | 69 km/h                            | 82 km/h                            | Onbekend                           | Onbekend                           | Onbekend                           | Onbekend                           | Onbekend                           | 110 km/h                              | Onbekend                           | Onbekend                           | Onbekend                           |
| Koppeling              | Centrifugaalkoppeling              | Centrifugaalkoppeling              | Centrifugaalkoppeling              | Centrifugaalkoppeling              | Centrifugaalkoppeling              | Centrifugaalkoppeling              | Centrifugaalkoppeling              | Centrifugaalkoppeling              | Centrifugaalkoppeling                 | Centrifugaalkoppeling              | Centrifugaalkoppeling              | Centrifugaalkoppeling              |
| Versnellingen          | 3                                  | 3                                  | 4                                  | 3                                  | 3                                  | 3                                  | 3                                  | 3                                  | 4                                     | 4                                  | 4                                  | 4                                  |
| Secundaire aandrijving | Ketting                            | Ketting                            | Ketting                            | Ketting                            | Ketting                            | Ketting                            | Ketting                            | Ketting                            | Ketting                               | Riem                               | Riem                               | Riem                               |
| Rijwielgedeelte        | Geperst plaatframe                 | Geperst plaatframe                 | Geperst plaatframe                 | Geperst plaatframe                 | Geperst plaatframe                 | Geperst plaatframe                 | Geperst plaatframe                 | Geperst plaatframe                 | Geperst plaatframe                    | Geperst plaatframe                 | Geperst plaatframe                 | Geperst plaatframe                 |
| Voorvork               | Geduwde schommelvork               | Geduwde schommelvork               | Geduwde schommelvork               | Geduwde schommelvork               | Geduwde schommelvork               | Geduwde schommelvork               | Geduwde schommelvork               | Geduwde schommelvork               | Telescoopvork                         | Geduwde schommelvork               | Telescoopvork                      | Telescoopvork                      |
| Achtervork             | Swingarm                           | Swingarm                           | Swingarm                           | Swingarm                           | Swingarm                           | Swingarm                           | Swingarm                           | Swingarm                           | Swingarm                              | Swingarm                           | Swingarm                           | Swingarm                           |
| Remmen                 | Trommelremmen voor en achter       | Trommelremmen voor en achter       | Trommelremmen voor en achter       | Trommelremmen voor en achter       | Trommelremmen voor en achter       | Trommelremmen voor en achter       | Trommelremmen voor en achter       | Trommelremmen voor en achter       | Trommelremmen voor en achter          | Trommelremmen voor en achter       | Trommelremmen voor en achter       | Trommelremmen voor en achter       |
| Tankinhoud             | 3 L                                | 3 L                                | Onbekend                           | 4,5 L                              | 3 L                                | Onbekend                           | Onbekend                           | 4,8 L                              | 3,6 L                                 | 3,4 L                              | 4,3 L                              | 4,2 L                              |
| Droog gewicht          | 65 kg                              | 70 kg                              | Onbekend                           | 73 kg                              | 69 kg                              | Onbekend                           | 85 kg                              | 72 kg                              | 93 kg                                 | 69 kg                              | 99 kg                              | 99 kg                              |
| Voorganger             | Cub F                              | C 100                              | Geen                               | Geen                               | C 100                              | CM 90                              | CM 91                              | Geen                               | Geen                                  | C 50                               | Geen                               | 110i                               |
| Opvolger               | C 50                               | C 50                               | CM 91                              | Geen                               | Geen                               | C 90                               | Geen                               | Geen                               | Geen                                  | Geen                               | Dream 110i                         | Geen                               |